# 거미개미속
거미개미속은 개미과에 속하는 곤충 속의 하나이다. 다리가 길다.